# Liste de personnalités drômoises
Cet article dresse une liste de personnalités drômoises par catégorie.

## Histoire
- Diane de Poitiers, duchesse de Valentinois.
- Louis Claude de Saulces de Freycinet.
- François Laurent d'Arlandes, aérostier.
- Francis Marroux, chauffeur du général de Gaulle au Petit-Clamart.
- Martin Daudel, général.

## Politique
- Éric Besson.
- Jean Besson.
- Gabriel Biancheri.
- Thierry Cornillet.
- Didier Guillaume.
- Patrick Labaune.
- Émile Loubet.
- Hervé Mariton.
- Alain Maurice.
- Henri Michel.
- Marius Moutet.
- Jules Nadi.
- Rodolphe Pesce.
- Maurice Pic.
- Franck Reynier.
- Michèle Rivasi.
- Alain Rodet.
- Maurice-René Simonnet.
- Nathalie Nieson.

## Philosophie
- Paul Ricœur, philosophe.

En 2020, certaines personnalités liées au mouvement de l'écosophie (qui propose de ne plus voir l'homme au centre de la nature et qui recherchent un ancrage territorial à leur philosophie) habitent dans la Drôme :
- Baptiste Morizot, enseignant-chercheur sur les relations entre l'humain et le vivant, habite près de Chabeuil ;
- Christophe Bonneuil, historien de l'Anthropocène, s'est installé  à Saint-Jean-en-Royans ;
- Émilie Hache, philosophe, actrice dans l'écoféminisme, s'est installée à Die (Drôme) ;
- Pablo Servigne, actif dans la collapsologie, s'est lui aussi installé à Die[1].

## Littérature et poésie
- Marie-Jeanne Barbier, écrivain pour la jeunesse.
- René Barjavel, écrivain.
- Adrien Bertrand, écrivain, lauréat du Prix Goncourt 1914.
- Paul-Jacques Bonzon, écrivain.
- Alain Borne, poète.
- Ariane Fornia, écrivain.
- Louis Le Cardonnel, poète.
- Anne Pierjean, écrivain pour la jeunesse.
- Madame de Sévigné, écrivaine.
- Jacques Tardi, dessinateur de bandes dessinées.

## Arts

### Peinture
- Bernard Cathelin, peintre.

### Sculpture
- Ferdinand Cheval, dit Le facteur Cheval.
- Toros Rastguelenian, dit Toros Rast-klan, dit Toros

### Musique et chanson
- René-Louis Baron, auteur-compositeur-interprète puis inventeur en I.A.M. (Intelligence Artificielle Musicale).
- Cyrz, chanteur.
- François Soubeyran, chanteur français, membre du groupe Les Frères Jacques.
- Dionysos, groupe de rock originaire de Valence.
- David Guerrier, trompettiste et corniste.

- Marianne James, chanteuse.

### Théâtre
- Roland Peyron, comédien.

## Sports

### Athlétisme
- Raphaël Poirée, biathlète.
- Kevin Mayer, recordman du monde de décathlon.

### Aviron
- Laurent Porchier, champion olympique d'aviron.

### Basket-ball
- Éric Micoud, international.
- Laure Savasta, championne d'Europe en 2001.
- Camille Droguet, internationale.

### Boxe
- Nancy Joseph, boxeuse, championne du monde et d'Europe de boxe française-savate, quatre fois championne du Monde de kick-boxing, deux fois championne du Monde de muay-thaï.

### Courses
- Didier Auriol, pilote automobile.
- Bryan Bouffier, pilote automobile.
- Érik Comas, pilote automobile.
- Sylvain Guintoli, pilote de moto de vitesse.

### Cyclisme
- Guillaume Bonnafond, coureur cycliste.
- Axel Domont, coureur cycliste.
- Maurice Izier, coureur cycliste.
- Sébastien Joly, coureur cycliste.
- Pierre Latour, coureur cycliste.
- Charly Mottet, coureur cycliste.
- Bernard Vallet, coureur cycliste.
- Titouan Carod, coureur cyclo-cross.
- Christophe Edaleine, coureur cycliste

### Football
- Pascal Fugier, footballeur.
- Yann Jouffre, footballeur.
- Franck Jurietti, footballeur.
- Florent Laville, footballeur.
- Jessy Moulin, footballeur.
- Anthony Mounier, footballeur.
- Idriss Saadi, footballeur.
- Romain Saïss, footballeur.
- Baptiste Reynet, footballeur.
- Fouad BOUGUERRA, footballeur.

### Haltérophilie
- Roger François, haltérophile, champion olympique.

### Handball
- Bertrand Gille, joueur de handball, champion du Monde.

### Hockey
- Jean-Philippe Lemoine, hockeyeur

### Rugby
- David Attoub, rugbyman.
- Sébastien Chabal, rugbyman, originaire de Valence.
- Alexandre Chazalet, rugbyman.
- Olivier Milloud, rugbyman.
- Philippe Saint-André, rugbyman.
- Raphaël Saint-André, rugbyman.

### Triathlon
- Émilie Morier, championne du monde de relais mixte et championne du monde u23
- Léo Bergère, champion d’Europe, champion du monde de relais mixte à plusieurs reprises
- Olivier Marceau,

### Water-polo
- Bruno Boyadjian, joueur de Water-polo

## Autres
- Jean-Pierre Descombes, présentateur de la télévision française.
- Victorin Garaix, aviateur.
- Catherine Langeais, présentatrice de la télévision française.
- Jacques Pic, chef restaurateur de haute gastronomie.
- Anne-Sophie Pic, chef restaurateur de haute gastronomie.
- Marthe Robin, mystique chrétienne.
- Dani Lary, prestidigitateur.
- Bob Lennon, vidéaste, auteur et comédien.
- Pierre Vignon, prêtre